# 墨绿酸藤子
墨绿酸藤子（学名：Embelia nigroviridis）为紫金牛科酸藤子属下的一个种。

## 扩展阅读
- 維基物種上的相關：墨绿酸藤子